# Don't Walk Away (canción de Michael Jackson)
«Don't Walk Away» es una balada interpretada por el cantante estadounidense Michael Jackson, incluida en su álbum Invincible de 2001. Esta canción es conocida por su atmósfera melancólica y las profundas emociones que transmite, con Jackson implorando a su pareja para que no lo abandone. Es la duodécima pista del álbum y fue escrita por Jackson en colaboración con la legendaria compositora Carole Bayer Sager y el productor Babyface. La canción destaca por su producción minimalista y la vulnerable interpretación vocal de Jackson.

## Composición y Producción
Don't Walk Away fue coescrita por Michael Jackson, Carole Bayer Sager y Babyface, quien también asumió funciones de producción junto a Jackson. La colaboración entre Jackson y Babyface resultó en una balada emotiva con arreglos simples que permiten que la voz de Jackson brille sobre un fondo de instrumentación suave. Carole Bayer Sager, conocida por su capacidad para escribir letras profundamente emocionales, aportó su estilo característico a la canción, mientras que Babyface, famoso por su trabajo en baladas de R&B, proporcionó una base musical delicada pero poderosa.
La grabación de Don't Walk Away tuvo lugar entre los años 2000 y 2001, durante las sesiones de Invincible. Según fuentes cercanas a la producción, la canción fue grabada en The Hit Factory en Nueva York, un estudio donde Jackson trabajó con varios de sus colaboradores clave.

## Letra y Significado
La letra de Don't Walk Away es una súplica directa de Jackson a su pareja para que no lo abandone. A través de versos melancólicos como "Don't walk away, see I just can't find the right words to say", la canción refleja la impotencia de alguien que intenta salvar una relación que parece estar al borde de la ruptura. La vulnerabilidad de Jackson es palpable, ya que sus palabras se encuentran cargadas de dolor y desesperación.
El tema central de la canción se enfoca en la pérdida y el miedo a la soledad. Jackson, conocido por su habilidad para transmitir emociones a través de sus letras, aquí hace uso de metáforas simples pero efectivas que capturan el miedo a ser abandonado. La repetición del estribillo acentúa el dolor emocional del protagonista, mientras que los arreglos musicales, que se mantienen discretos, refuerzan la atmósfera de tristeza.

## Estructura musical y estilo
Don't Walk Away está compuesta en la tonalidad de fa mayor y sigue una estructura musical tradicional de balada. La canción tiene un tempo de 140 pulsaciones por minuto, aunque tiene un medio tiempo de 70 y un doble tiempo de 280, lo que la hace una canción lenta pero poderosa.Se concentra en géneros como el R&B, el pop, la balada y el soul; aunque se puede encontrar elementos de adult contemporary, soft rock, pop-soul, quiet storm, smooth jazz, gospel y sunshine pop. 
El acompañamiento instrumental es simple pero efectivo, predominando las cuerdas y el piano, lo que permite que la voz de Jackson ocupe el centro del escenario. La producción de Babyface enfatiza la desnudez emocional de la canción, evitando sobrecargar la instrumentación y optando por un enfoque minimalista que refuerza la vulnerabilidad del tema.
El estilo de la canción se aleja de las pistas más rítmicas y electrónicas del álbum Invincible, como 2000 Watts o Unbreakable, y se acerca más al lado introspectivo de Jackson, similar a baladas anteriores como She's Out of My Life o Stranger in Moscow. La interpretación vocal de Jackson en Don't Walk Away ha sido elogiada por su capacidad para transmitir emociones sin esfuerzo, destacándose su habilidad para combinar sutileza y potencia en su voz.La canción es muy similar en su estilo a otra canción del álbum, The Lost Children.

## Recepción crítica
Aunque Don't Walk Away no fue lanzada como sencillo, fue bien recibida por los fanáticos de Michael Jackson y los críticos especializados. La revista Rolling Stone destacó la producción elegante de Babyface y la interpretación vocal emocional de Jackson, mencionando que la canción representa uno de los momentos más sinceros y vulnerables del álbum.
Sin embargo, algunos críticos señalaron que la canción, a pesar de su belleza, no logró el impacto comercial de otras baladas más icónicas de Jackson. En su reseña para AllMusic, Stephen Thomas Erlewine mencionó que la canción "captura la esencia del Jackson baladista", aunque no destaca frente a éxitos anteriores como Heal the World o You Are Not Alone.

## Impacto y legado
Aunque Don't Walk Away no fue promocionada como sencillo, ha ganado popularidad entre los fanáticos de Michael Jackson por su mensaje emocional y su interpretación sincera. A lo largo de los años, la canción ha sido valorada como una de las piezas más emotivas de Invincible, siendo comparada con otros momentos introspectivos de su carrera.
El enfoque minimalista de la canción y la interpretación desgarradora de Jackson continúan resonando con los oyentes que buscan una conexión emocional profunda en su música. A pesar de no haber alcanzado el éxito comercial de otras canciones del álbum, Don't Walk Away ha sido mencionada en reseñas retrospectivas como uno de los temas más subestimados de la discografía de Jackson.

## Personal
- Michael Jackson – voz principal, compositor, productor;
- Babyface – compositor, productor;
- Carole Bayer Sager – compositora;
- Rodney Jerkins – teclados, mezcla;
- Bruce Swedien – ingeniero de sonido;
- Paulinho da Costa – percusión;
- Steve Porcaro – sintetizadores;
- Brad Buxer – programación adicional;